# Franz Anton Mesmer

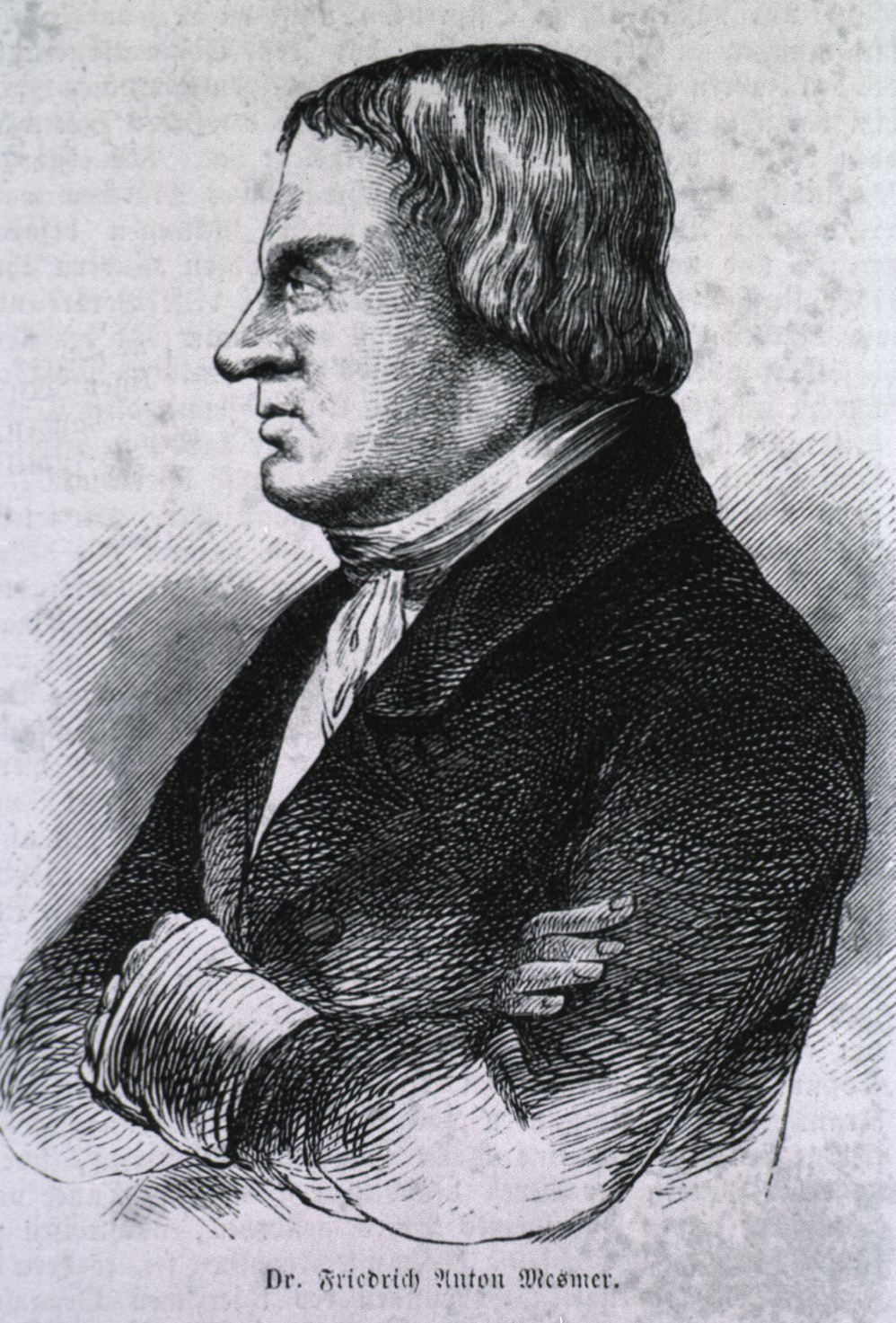
Franz Anton Mesmer

Franz Anton Mesmer – in Publikationen manchmal auch Friedrich Anton Mesmer – (* 23. Mai 1734 in Iznang; † 5. März 1815 in Meersburg) war ein deutscher Arzt. Er führte „magnetische“ Kuren durch und begründete den animalischen Magnetismus, auch Mesmerismus genannt.

## Biografie

### Familie

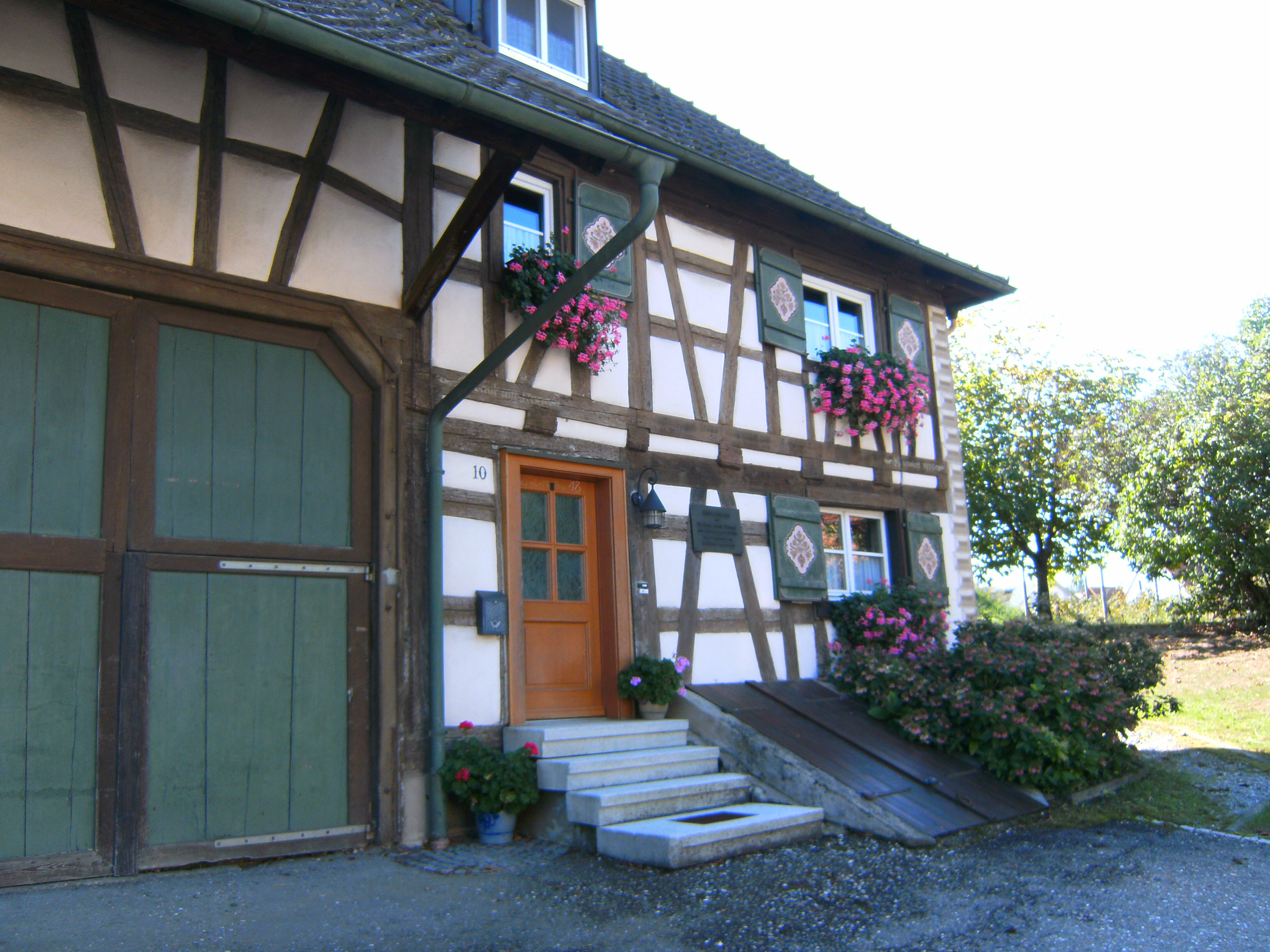
Moos (am Bodensee), Ortsteil Moos-Iznang, Höristraße 10: Geburtshaus von Franz Anton Mesmer (jetzt Privathaus)

Franz Anton Mesmer war das dritte von neun Kindern des Anton Mesmer, eines Försters beim Fürstbischof von Konstanz. Der Bischof residierte in Meersburg. Franz Anton Mesmer wuchs auf in Iznang, jetzt ein eingemeindeter Ortsteil von Moos (am Bodensee) auf der Höri am Bodensee, wo er in der Höristraße 10 wohnte. Sein Geburtshaus, ein Fachwerkgehöft, ist noch erhalten. Seine Urgroßeltern, Großeltern, Eltern, Geschwister und Neffen und Nichten lebten meistenteils in der Bodensee-Gegend. Das kleine Dorf Iznang gehörte wie sein Sterbeort Meersburg bis 1803 zum Hochstift/Fürstbistum Konstanz. 1768 heiratete er Maria Anna von Posch geborene Eulenschenk, eine reiche Witwe und damals auch Besitzerin von Schloss Rothmühle in Schwechat-Rannersdorf bei Wien.

### Schulzeit und erste Studien
Von 1742 bis 1746 erhielt er Musik- und Lateinunterricht im Kloster Grünenberg (ehemals zwischen Moos (am Bodensee), Ortsteil Weiler, und Gaienhofen). Von Bischof Franz Konrad von Rodt erhielt er ein Stipendium und besuchte 1746 bis 1750 das Jesuitenkolleg in Konstanz, am heutigen Sitz des Stadttheaters Konstanz. Danach folgte 1750 bis 1754 das Studium der Logik, Metaphysik und Theologie an der Jesuitenuniversität Dillingen. Ab 1753 studierte er für kurze Zeit Theologie am Jesuitenkolleg der Universität Ingolstadt.
In Ingolstadt studierte er zudem Mathematik, Philosophie, Physik, alte Sprachen und das Französische.

### Wiener Zeit

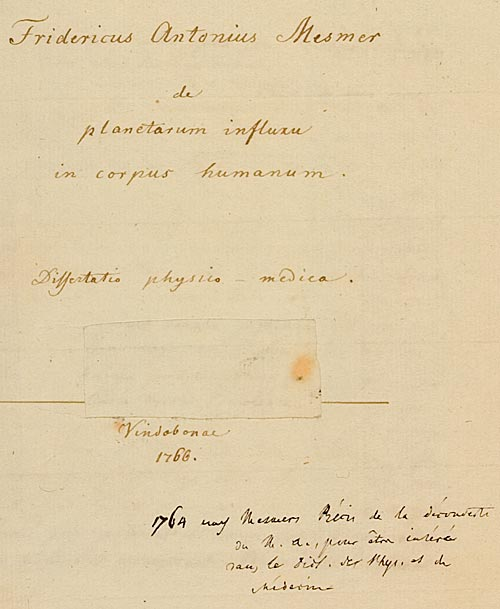
Manuskriptseite: De planetarum influxu …

1759 zog Mesmer nach Wien, wo er zunächst Jura und dann Medizin studierte. Er wurde als Schüler von Gerard von Swieten, Hofarzt der Kaiserin Maria Theresia, akzeptiert. Auch der Boerhaave-Schüler Anton de Haen gehörte zu seinen medizinischen Lehrern. Beeinflusst vom katholischen Priester Johann Joseph Gaßner beschäftigte er sich mit den Auswirkungen der Planeten auf den Menschen. Im Jahr 1766 erhielt er bei der öffentlichen Disputation vor der Hohen Medizinischen Fakultät der Universität Wien unter Vorsitz von Gerard von Swieten und Anton von Störk den medizinischen Doktorgrad. In seiner durch die Lehren des Paracelsus inspirierten Dissertation De planetarum influxu in corpus humanum (Der Einfluss der Planeten auf den menschlichen Körper) entwickelte er die Idee, die gegenseitigen Anziehungskräfte der Planeten übten ein „subtiles physisches Fluidum“ aus. Das von Mesmer postulierte magnetische Fluidum stand für ihn sowohl im Zusammenhang mit den damaligen Theorien zur Gravitation, zum Ferromagnetismus, zur Elektrizität und zur Wärme als auch mit der als Rapport bezeichneten zwischenmenschlichen Kommunikation.
Am 10. Januar 1768 heiratete er die im April 1767 verwitwete Maria Anna von Posch, geborene von Eulenschenk. Sie zogen in Wien in die Landstraße 261, in ein Haus mit Laboratorium, Praxis, großem Garten und Theater, und pflegten wegen Mesmers Liebe zur Musik Umgang mit Christoph Willibald Gluck, Joseph Haydn, Leopold Mozart und dem damals bereits als Wunderkind gefeierten Wolfgang Amadeus Mozart. Immer wieder fälschlich mit Anton Mesmer in Verbindung gebracht wurde und wird Mozarts Singspiel (in der Partitur: Operette) Bastien und Bastienne. Auftraggeber war nach Georg Nikolaus Nissen und Otto Jahn indes sein Vetter, der Rektor der Bürgerschule zu St. Stephan, Joseph Conrad Mesmer. Anton Mesmer hingegen spielte im Jahr 1773 auf der Glasharmonika der Marianne Davies (in Leopold Mozarts Brief: Miss Devis). Mozart komponierte zwei Stücke für die Glasharmonika (KV 647 und KV 356).

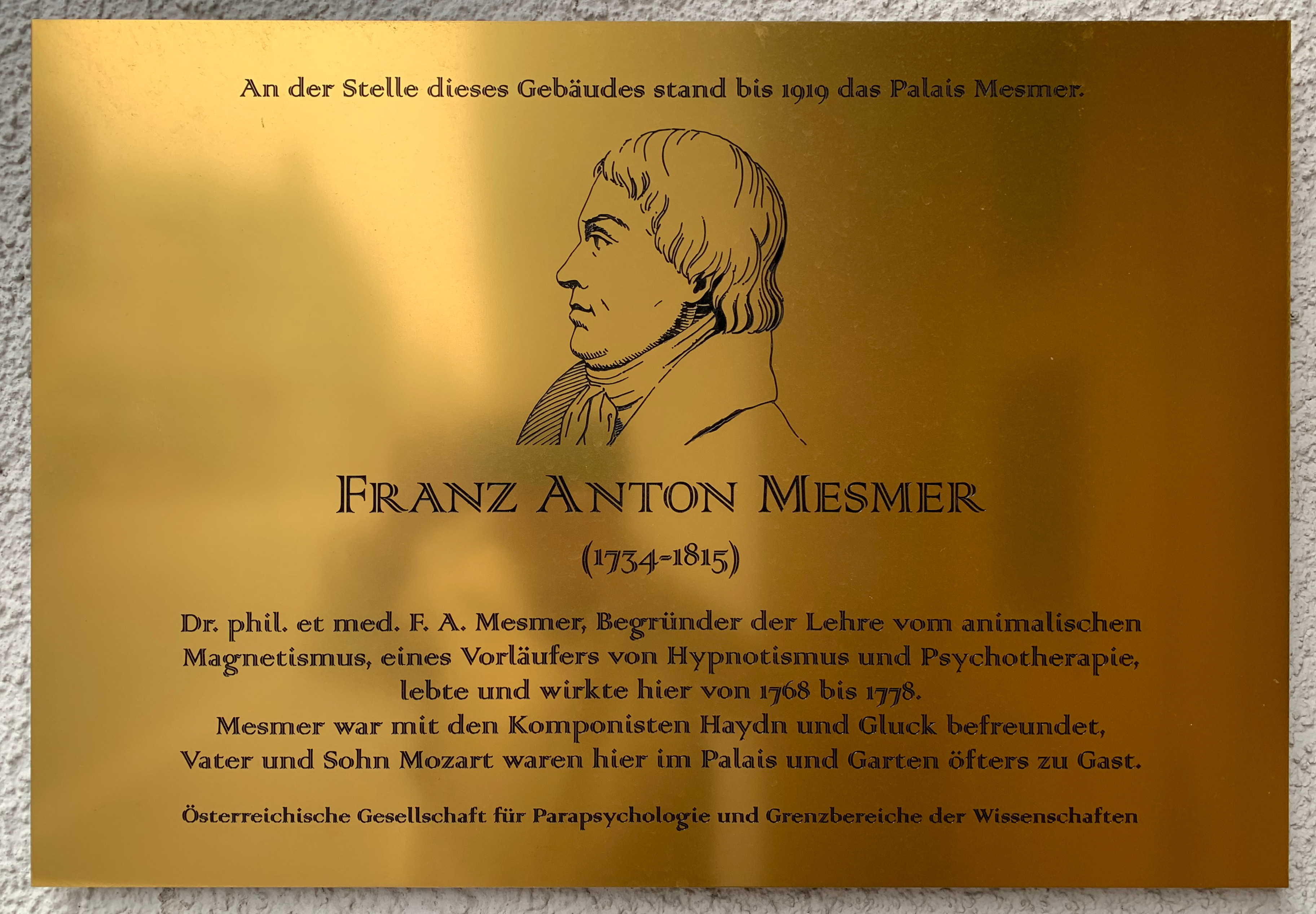
Gedenktafel an der Stelle des Palais Mesmer in der Rasumofskygasse 29 in Wien-Landstraße

1774 hörte Mesmer von den Heilerfolgen des Jesuitenpaters und Astronomen Maximilian Hell, die dieser mit Magneten erzielt hatte, deren natürlicher Strahlung er eine heilsame Wirkung auf tierische und menschliche Organismen zuschrieb. Nach einigen eigenen Experimenten gelangte er zu der Überzeugung, dass die Magnetkuren, die er ebenfalls anzuwenden begann, nicht durch seine Magneten, sondern seinen eigenen körperlichen Einfluss zustande kamen. Diese Thesen legte er im Sendschreiben an einen auswärtigen Arzt über die Magnetkur (Wien 1775) für die Fachwelt nieder und nannte sie „Animalischen Magnetismus“.
Die Wiener Medizinische Fakultät stand den Thesen Mesmers sehr kritisch gegenüber, und als er ein Hospital für seine Methode des Heilens in Wien gründete und damit sehr erfolgreich war, formierten sich die Gegner. Sie benutzten seine erfolglose Therapie der bekannten Pianistin und Komponistin Maria Theresia Paradis (1759–1824), die seit dem dritten Lebensjahr blind war, um seine Heilmethode als unwirksam hinzustellen. Dies wurde für ihn zum Stolperstein. 1777 wurde von einer durch die Kaiserin einberufenen Expertenkommission festgestellt, dass Mesmers Heilmethode nur Betrug sei.

### Zeit in Paris
Am 20. Januar 1778 zog Mesmer daher nach Paris. Im Februar 1778 quartierte er sich in einem Haus an der Place Vendôme ein. Die Wiener Gesandtschaft half ihm beim Aufbau einer Praxis, die innerhalb kurzer Zeit sehr beliebt und erfolgreich war. Auch hier wurde er von der medizinischen Fakultät feindlich aufgenommen. Die von der Universität eingesetzte Kommission kam zu einem ebenso vernichtenden Urteil wie die Kommission in Wien.
Im Jahr 1779 formulierte er 27 Leitsätze in der Abhandlung über die Entdeckung des tierischen Magnetismus. Von Ludwig XVI. und Marie-Antoinette wurde ihm eine beträchtliche Summe für seine Methode geboten. Ihm ging es aber angeblich nicht um Geld, sondern um die Anerkennung seiner Methode, und er zog vorübergehend nach Spa.
Mesmer kehrte 1781, durch Nicolas Bergasse bestärkt, nach Paris zurück. Bergasse, einem Verfechter der Mesmerschen Theorien, gelang es, eine Subskription zu eröffnen, die 340.000 Livres eintrug, obwohl die genaue Behandlungsmethodik nie mitgeteilt wurde. Daraufhin verlagerte Mesmer sich darauf, seine „heilsame Praktik“ in zwanzig geschlossenen Vereinen mit dem Namen Gesellschaft der Harmonie im gesamten Königreich Frankreich durch von ihm aufgestellte Lehrer gemeinnützig ausführen zu lassen. Dies gelang ihm zehn Jahre lang. Er verfasste seine Maßregeln zur Heilbehandlung auf Französisch, das er erst in Frankreich erlernte. Ein berühmter Schüler war General Lafayette.
Durch seine große Bekanntheit sah sich die Regierung im März 1784 schließlich veranlasst, die Sache durch eine Königliche Kommission, die u. a. mit den Wissenschaftlern Jean Sylvain Bailly, Joseph-Ignace Guillotin, Benjamin Franklin und Antoine Laurent de Lavoisier besetzt war, genau zu untersuchen. Diese kam zusammen mit der Königlichen Medizinischen Gesellschaft zu einem sehr ungünstigen Urteil, da sie keine klare Beweiskette zwischen Behandlung und Heilungserfolg feststellen konnten.
Wegen der sich abzeichnenden Revolution flüchtete er in sein Vaterland. Es folgten Reisen durch England und Deutschland.

### Reise ins Badische
Johann Caspar Lavater hatte sich 1785 beim Badischen Markgrafen Karl Friedrich für den Magnetismus eingesetzt. Der Magnetismus wurde untersucht, kritisiert, vom Markgrafen anerkannt (Geheimes Kabinetts-Protokoll vom 17. März 1788) und von Anhängern der magnetischen Bewegung ausgeübt. Im Juni 1788 kam Mesmer nach Karlsruhe.

### Reise nach Wien
Nach dem Tod seiner von ihm getrennt lebenden Frau im Jahr 1790 kam er am 14. September 1793 in Wien an, wurde wegen jakobinischer Gesinnung denunziert, am 17. November 1793 in Vorhaft genommen und am 9. Dezember wegen der entlastenden Polizeiberichte trotz staatsgefährdender frecher Reden in die Gegend seines Geburtsortes verwiesen und unter Beobachtung gestellt.

### Schweizer Landrecht
Daraufhin ließ er sich im Thurgau in der Schweiz nieder und erwarb 1794 das Landrecht. Bis 1798 lebte er in Wagenhausen TG bei Stein am Rhein. Er hatte die Schweiz zu seiner Wahlheimat in der Nähe zu seiner Bodenseeheimat erkoren. Nach seiner Abschiebung aus Wien hatte er 1798 eine Briefanschrift in Wagenhausen im Kanton Thurgau südwestlich von Stein am Rhein.  Schon vor Mesmer setzten andere Ärzte Magneten ein. Diese Therapie war meist wirkungslos. Schweizer Ärzte hielten nicht viel von Mesmers Methoden.

### Aufenthalt in Paris und Versailles
Von Wagenhausen kehrte er 1798 nach Paris zurück. Von 1798 bis 1801 war er in Paris und Versailles. In Frankreich war er zum Millionär geworden. Seine Geldanlage in französischen Staatspapieren (rentes viagères) war nach der Revolution entwertet worden. Es gelang ihm 1798 als créancier d'état zum Ausgleich jährlich eine Rente von 3000 Frs zu erhalten (auch nach Deutschland). Im Jahr 1799 brachte er die Mémoire sur ses découvertes und im Jahr 1800 seine Briefe über den Ursprung der Blattern heraus. Im Februar 1801 zog er nach Versailles. Im Winter 1802/1803 kehrte er von Versailles nach Riedetsweiler nördlich von Meersburg (heute Meersburg-Riedetsweiler) zurück.

### Frauenfeld im Thurgau
Ab 1808 bis 1812 lebte Mesmer zurückgezogen in Frauenfeld in der Schweiz und hatte dort seine Praxis im Haus mit den Arkaden in der Zürcherstrasse 153, ehemals Haus Nr. 47 und zahlte dafür drei fl. Gemeindekosten. Er behandelte auch in seinem höheren Alter meist unentgeltlich arme Kranke aus der Umgebung. Im Jahr 1808 besuchte ihn der Arzt Jos. Anton Zugenbühler, der daraufhin im Journal der practischen Heilkunde den Artikel Nachricht von Mesmers jetzigem Leben und Aufenthalt veröffentlichte. In Berlin wurde eine Kgl. preuß. Untersuchungskommission für den tierischen Magnetismus unter dem Vorsitz von Christoph Wilhelm Hufeland eingesetzt. In deren Auftrag kam der Arzt Karl Christian Wolfart im September 1808 zu Mesmer und wurde von Mesmer in der Theorie und Praxis des Mesmerismus unterrichtet.
Mesmer hielt brieflichen Kontakt mit Wolfart, der die meistenteils auf Französisch geschriebenen Niederschriften über die Entdeckungen und Erfahrungen aus vierzig Jahren nach Berlin mitgenommen hatte und sie als Buch herausgeben sollte. 1813 wurde er mit dem Druck des Werkes beauftragt, das 1814 unter dem Titel Mesmerismus oder System der Wechselwirkungen erschien.
Das Buch gliedert sich in Teil I „Physik“ und Teil II „Moral“. Im ersten Teil werden Mesmers praktische Heilbehandlung und seine Erklärung des Heilphänomens behandelt. Im zweiten Teil befasst sich Mesmer mit Staat, Verfassung, Erziehung, Strafgesetzbuch, Abgaben sowie Maßen und Gewichten.

### Aufenthalt in Konstanz

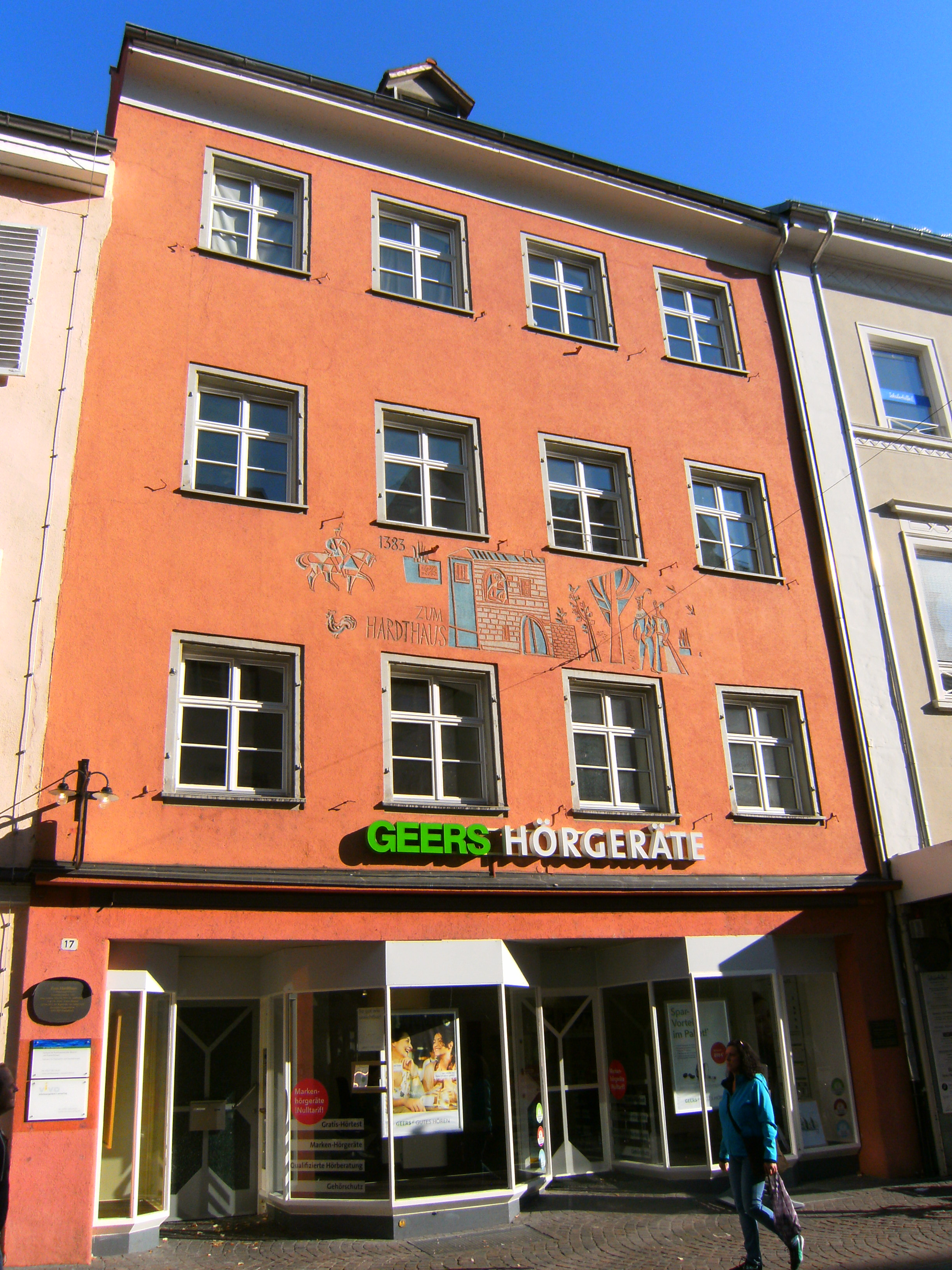
Konstanz, Hussenstraße 17: Wohnung von Franz Anton Mesmer von 1812 bis 1814

Nach seiner Rehabilitation kehrte Mesmer im Dezember 1808 von Frauenfeld nach Deutschland zurück und wohnte bis 1814 in Konstanz im Gebäude Zum Hardthaus in der Hussenstraße 17, ehemals Haus Nr. 560. Das Hardthaus wurde von 1797 bis 1829 als Posthalterei geführt.

### Letzter Aufenthalt in Meersburg

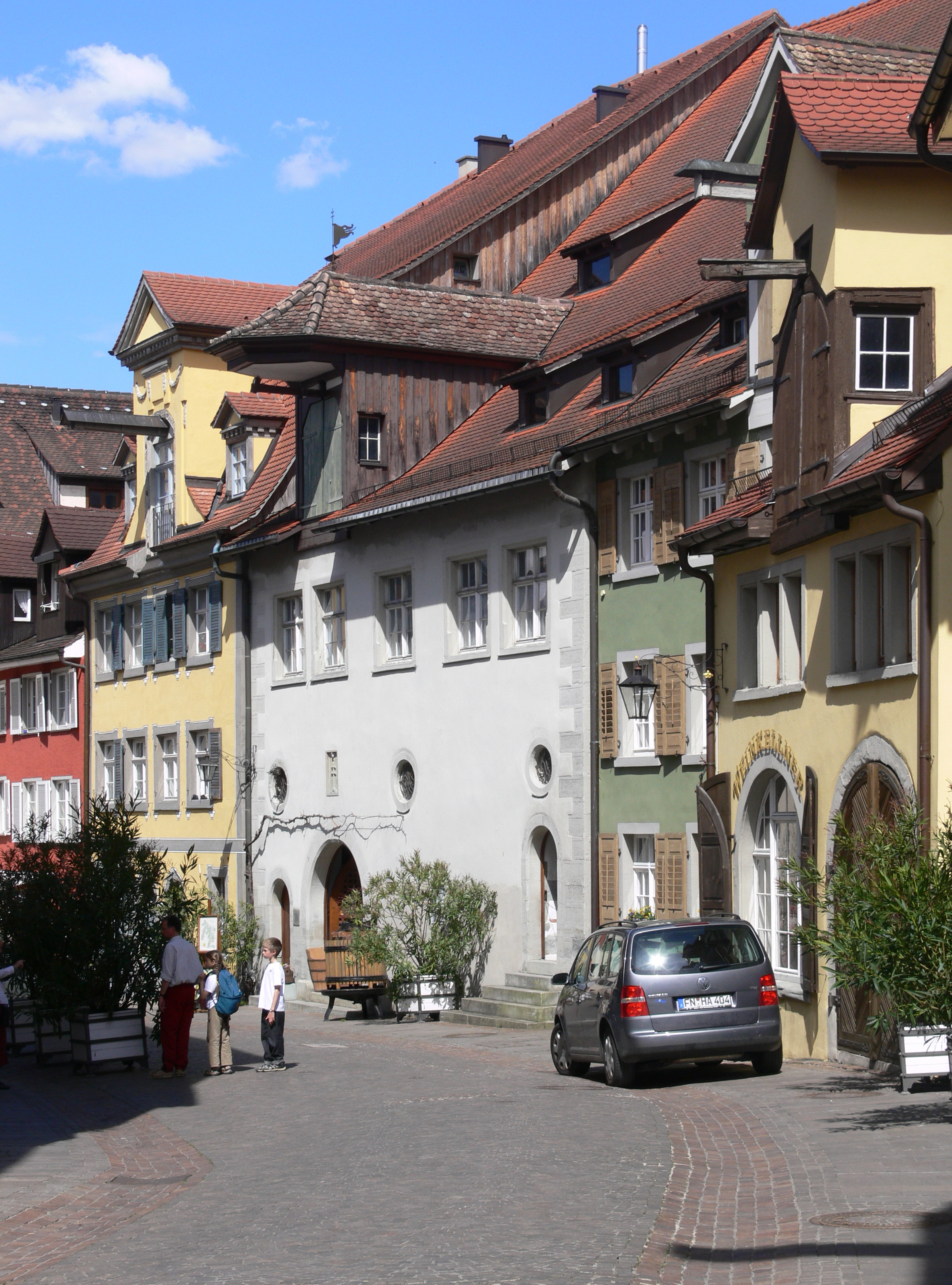
Sterbehaus von Franz Anton Mesmer in Meersburg, Vorburggasse 11, jetzt Museum Vineum Bodensee

Im Sommer 1814 wohnte er in Riedetsweiler bei Meersburg in einer wohnlich eingerichteten Scheune des Bauernhofes Sebastian Futterer (früher Wirtshaus zu den Drei Lümmeln). Dieses Haus wurde im Jahr 1912 in der Baitenhauser Straße 5 durch einen Nachfolgebau ersetzt. Am Erker der Nordwestecke dieses Hauses wurde zur Erinnerung an Mesmer ein Wappen mit gleichschenkligem Dreieck mit Strahlenkranz und der Jahreszahl 1814 von der Straße aus unsichtbar angebracht.
Im Herbst 1814 zog er mit seiner Haushälterin, seinem Diener und seiner Dienstmagd zu seinem letzten Aufenthaltsort nach Meersburg in das Gebäude des Heilig-Geist-Spitals (heute Vineum Bodensee), in die „Pfründnerstube“ im 1. Stock. Sein Neffe, der Spitalpfleger Cajetan Strommayer, hatte ihm diese Bleibe vermittelt. Mesmer diskutierte mit den Seminaristen Feßler und Schreiber und dem Studenten Waldmann naturwissenschaftliche Themen.
Mesmer war ab 26. Februar 1815 krank und starb in Meersburg am 5. März 1815 an einem Schlaganfall.

„Den 5. März, als er sein Ende herannahen fühlte, begehrte er mit gebrochener Stimme den Seminaristen Feßler herbeizuholen, damit dieser ihm während des Verscheidens auf der Glasharmonika spiele, aber Mesmer verschied, ehe Feßler kam, klaglos, lächelnd; wie unter dem Vorgefühl einer nie endenden, allfluthenden, göttlichen Harmonie.“

## Wichtige Begegnungen

### Franz Xaver Messerschmidt und Mesmer
Franz Xaver Messerschmidt (1736–1783) war ein Künstler, der insbesondere durch seine Porträtplastiken bekannt wurde. Mesmer machte seinen Freund Messerschmidt mit seinen Theorien vertraut, die später in dessen Plastiken einflossen.

### Maria Theresia Paradis und Mesmer
Maria Theresia Paradis (1759–1824) war seit ihrem dritten Lebensjahr blind. Sie war eine bekannte Pianistin und Komponistin in Wien. Sie war mit Mesmer gut befreundet und verkehrte in seinem Palais auf der Landstraße in Wien. Sie erhoffte sich durch seine Behandlung Heilung. Die Behandlung der „Jungfer Paradis“, die Besserung der Beschwerden durch die Vorgehensweise Mesmers sowie die Beendigung des Heilverfahrens durch den Vater Paradis schildert Mesmer aus seiner Sicht in der „Abhandlung über die Entdeckung des thierischen Magnetismus“.
Der psychologisch einfühlsame Roman Alissa Walsers Am Anfang war die Nacht Musik beschäftigt sich mit der historischen Begebenheit der medizinischen Behandlung Theresias von Paradis in der Klinik des Wiener Arztes und Magnetiseurs Mesmer, dessen bruchstückhaftem Erfolg und dem anschließenden internationalen Aufsehen. Basierend auf Walsers Roman entstand 2017 der Film Licht (auch Mademoiselle Paradis) von Regisseurin Barbara Albert mit Maria Dragus in der Rolle der Maria Theresia Paradis und Devid Striesow als Franz Anton Mesmer.

### Wolfgang Amadeus Mozart und Mesmer
Das angeblich von Franz Anton Mesmer 1768 beauftragte Singspiel Bastien und Bastienne des 12-jährigen Mozart nach dem Text von Friedrich Wilhelm Weiskern (u. a.) enthält die Rolle des Dorfwahrsagers und Zauberers Colas, in dem man verschiedentlich den Magnetiseur Mesmer charakterisiert sieht.
In Mozarts Oper „Così fan tutte“ (1790) nach einem Libretto Lorenzo da Pontes wird der Mesmerismus satirisch dargestellt: Guglielmo und Ferrando täuschen einen Selbstmord durch Gift vor und werden vom eilig herbeigerufenen Doktor (in Wirklichkeit das verkleidete Hausmädchen Despina) in einer Parodie auf die Magnetisiermethode Mesmers „geheilt“. In vielen Inszenierungen hantiert Despina dabei mit der überdimensionierten Attrappe eines Hufeisenmagneten.

## Originalquellen und -stücke zu Mesmer in Museen/Archiven
Einige dieser Quellen und Stücke wurden vom 24. April bis 27. September 2015 in der Ausstellung in Meersburg, Heilig-Geist Spital Magie des Heilens. Die wundersamen Erkundungen des F. A. Mesmer ausgestellt.
- Kernerhaus in Weinsberg aus der Sammlung Kerners zu Mesmer: Ölgemälde mit dem Porträt Mesmers von 1810 im Alter von 76 Jahren, Medizinisches Doktordiplom Mesmers an der Universität Wien aus dem Jahr 1766, Siegelring Mesmers mit dem Kopf Platos.[1]
- Universitätsbibliothek der Universität Wien: Doktorarbeit Mesmers von 1766 mit 48 Seiten, aufgesetzt in Konstanz am 4. April 1814 De planetarium influxu. Dissertatio physico-medica.
- Schiller-Nationalmuseum in Marbach: Briefe, Briefabschriften von und an Mesmer, Pläne zum Mesmer-Grabmal in Meersburg innerhalb der Kerner-Akten.
- Staatsarchiv des Inneren und der Justiz in Wien: Erkundigungen und Geheimberichte über Mesmer im Archiv der Polizeyhofstelle.
- Universitätsbibliothek Freiburg: Briefe Mesmers in der Handschriftenabteilung.
- Musée d'histoire de la medecine et de la pharmacie Université Claude Bernard Lyon: Rapport des commissionaires chargés par le roi de l'examen du magnétisme animal, Paris 1784 mit dem Ergebnis, dass das Fluidum nicht nachweisbar sei. Weiter das Behandlungsgerät Baquet von Franz Anton Mesmer, um 1784.
- Stadtarchiv Meersburg: Testament Mesmers, aufgesetzt in Konstanz am 4. April 1814. Renovierung des Mesmer-Grabmales 1902, Bücher von und über Mesmer.
- Landesmuseum Württemberg Stuttgart: Glasharmonika aus dem 18. Jahrhundert. Franz Anton Mesmer spielte auf einer Glasharmonika. An einem horizontal ausgerichteten Stab hintereinander gereihte Klangschalen aus Glas wurden mit einer Fußmechanik zum Rotieren gebracht. Der Finger des Spielers wurde gegen einzelne Klangschalen gehalten. Ein sphärischer Ton bzw. eine Tonabfolge entstand.
- Neues Schloss (Meersburg): Kleine Dokumentation in einem Raum im zweiten Obergeschoss. Bücher von Meiners und Kluge.
- Bibliothèque nationale de France, Paris: Nachlass.[33]

## Vorläufer, Schüler und vergleichbare Heilmethoden
Die Idee der Lebenskraft („Bio-Energie“) und des Magnetismus hat die Menschen immer wieder inspiriert. Verschiedene esoterische Lehren und Kulte verwenden Konzepte, die Mesmers Lehre ähneln. Die Romantik zu Beginn des 19. Jahrhunderts in Deutschland förderte die erneute Verbreitung der Mesmerschen Thesen. Die Lehren des Franz Anton Mesmer hatten auf verschiedene Bereiche der Psychologie große Auswirkungen. Somnambulismus (Armand Marie Jacques de Chastenet de Puységur), Psychoanalyse (Sigmund Freud), Suggestionstherapie (Émile Coué) und Hypnose, aber auch parapsychologische Therapien oder die aus dem Chinesischen übernommene Theorie des Lebensmagnetismus Qì (Chi) enthalten Elemente seiner Werke. Auch die riesige Praxis des kontroversen Wunderheilers Arthur Lutze in Köthen wandte die Mesmerschen Magnetisiermethoden noch Mitte des 19. Jahrhunderts bei Tausenden von Patienten an.

## Erinnerungen an den Menschen Mesmer

### Mesmers Testament und Nachlass
Mesmer verfasste sein Testament handschriftlich und mit Unterschrift und Sigel in Konstanz am 11. April 1814. Joseph Ludolph Wohleb fand das Testament 1934 im Archiv des Amtsgerichtes Überlingen. Von dort kam es dann in das Stadtarchiv Meersburg.
In seinem Testament verfügte er eine schlichte Beerdigung und eine Autopsie seines Körpers, damit „besonders in der Gegend der Blase gesehen werde, was die Ursache des vieljährigen Leidens gewesen“ sei. Seine Dissertationsurkunde und seinen Siegelring erwarb Justinus Kerner.

### Mesmers Grab

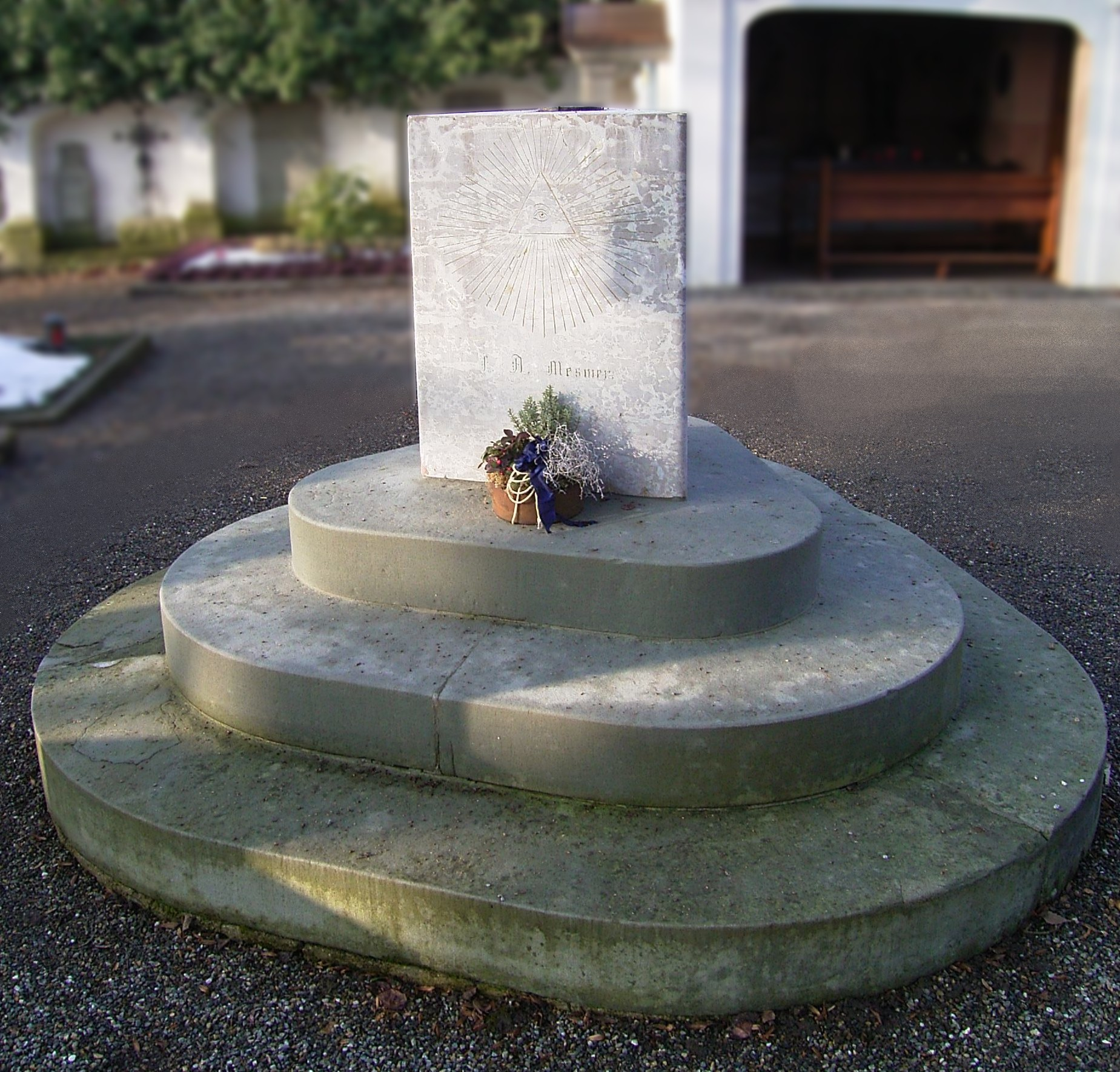
Franz Anton Mesmers Grabstein in Meersburg
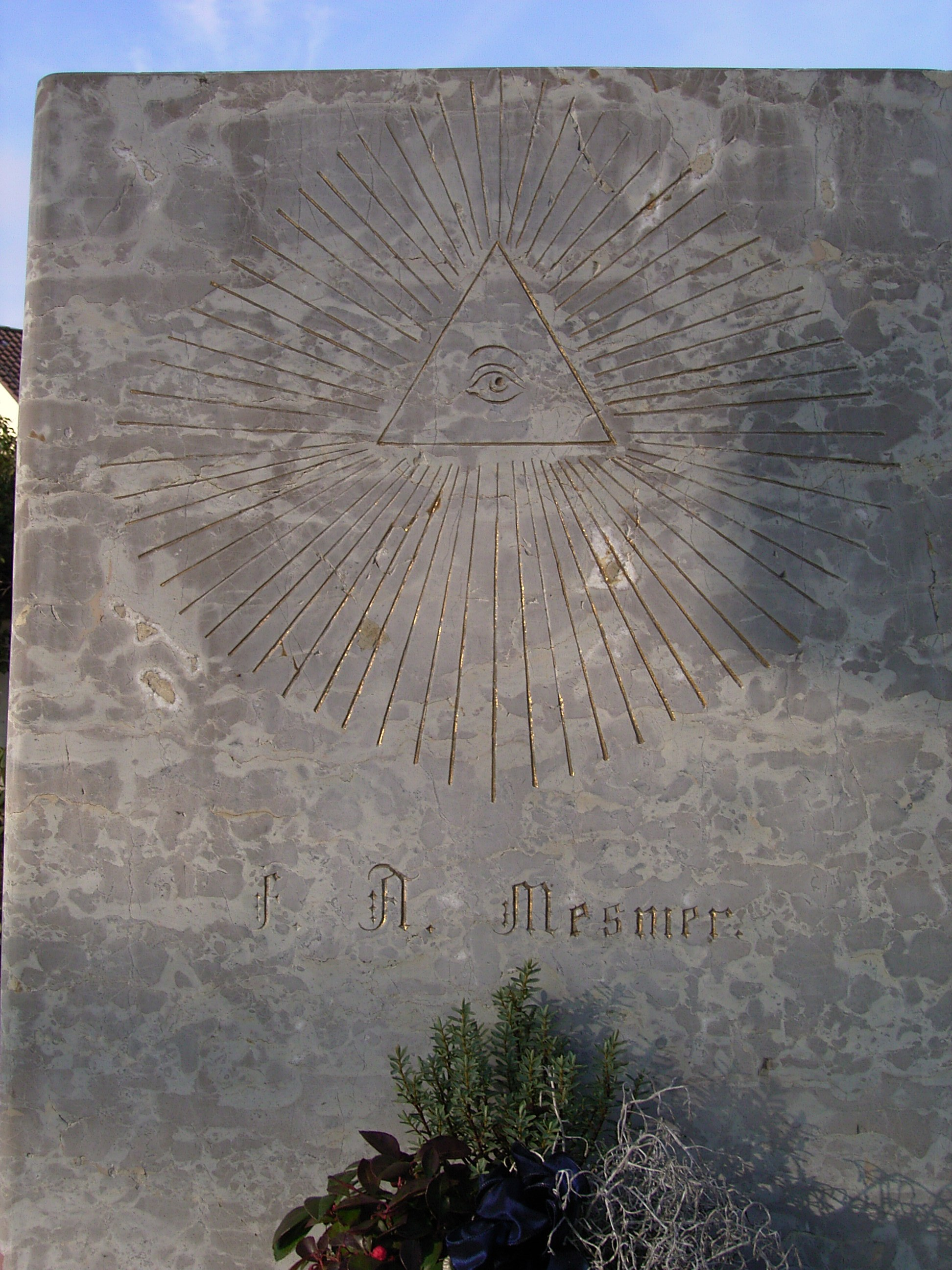
Auge Gottes auf Mesmers Grabstein
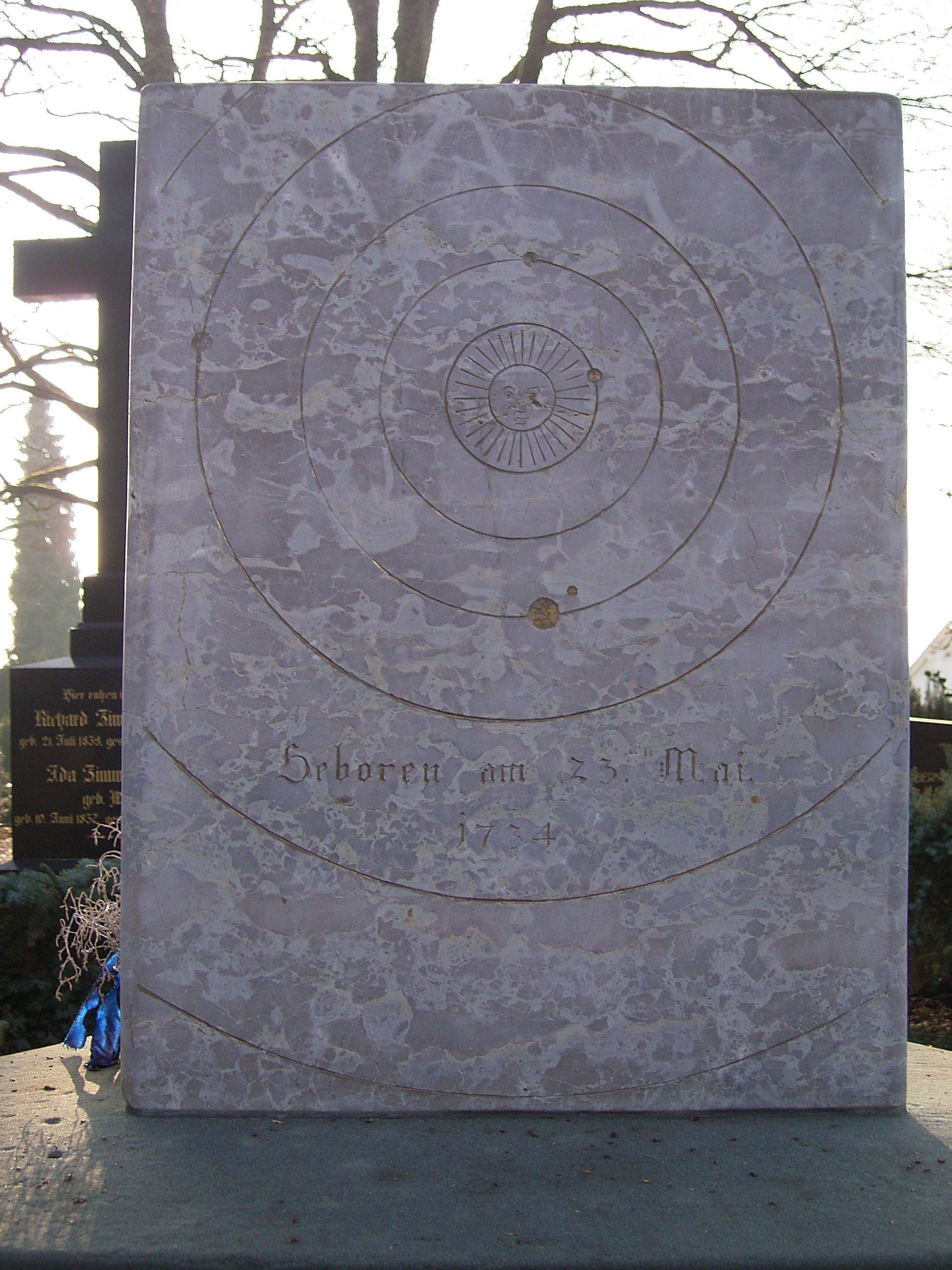
Sonnensystem auf Mesmers Grabstein
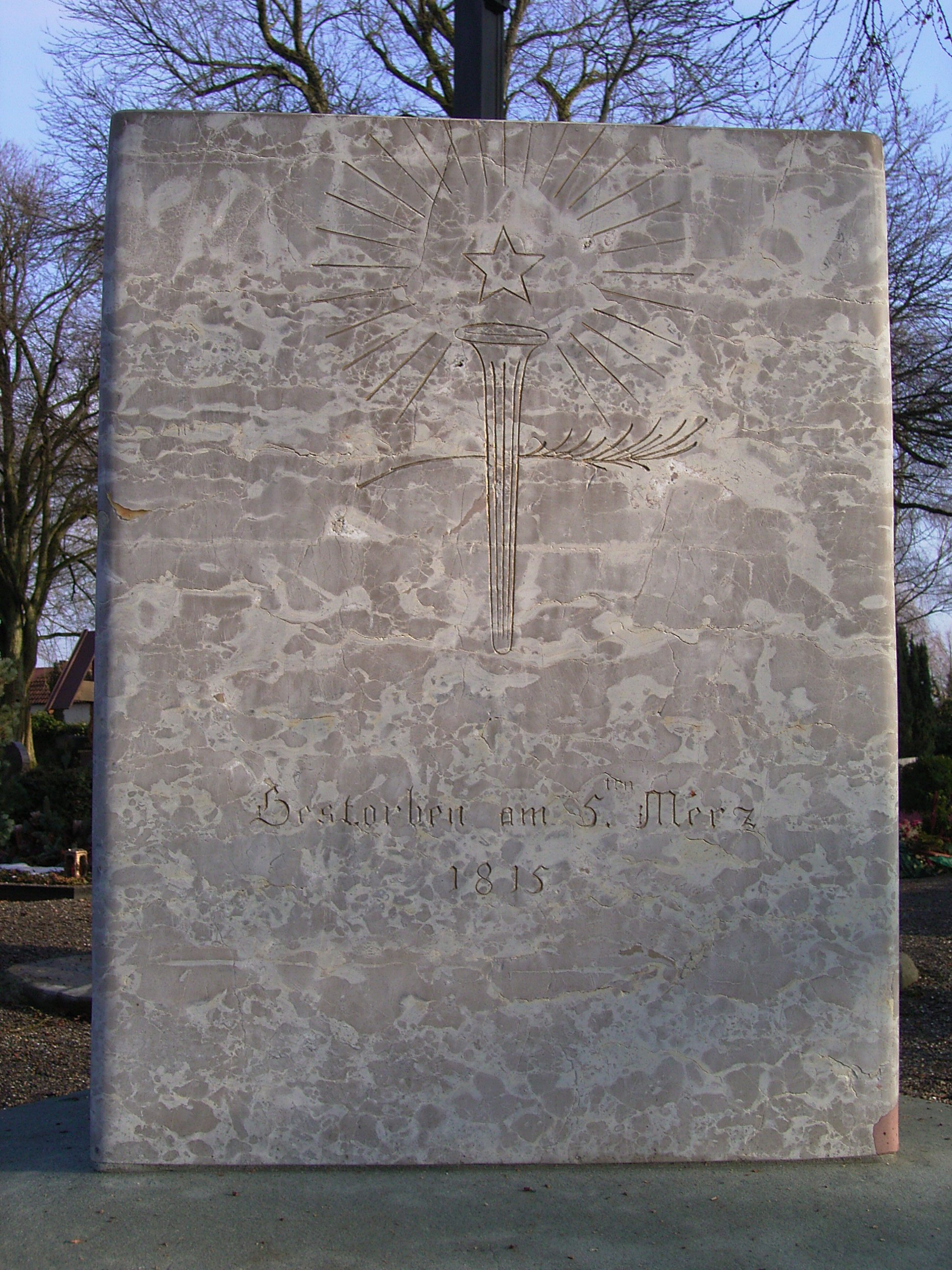
Fackel und Palmzweig auf Mesmers Grabstein
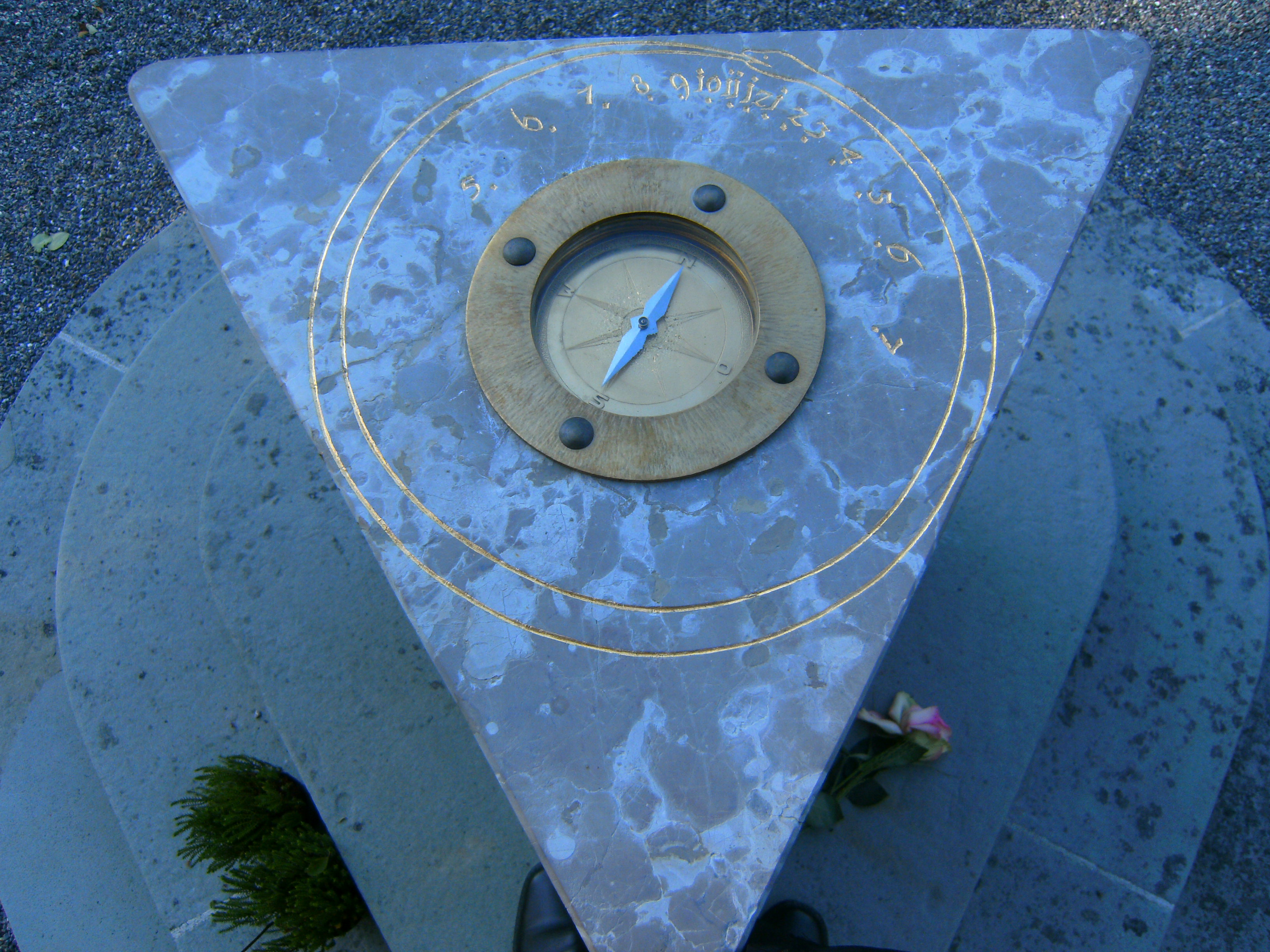
Friedhof Meersburg: Grab von Franz Anton Mesmer. Ansicht von oben

Franz Anton Mesmers Grabstelle befindet sich auf dem Friedhof Meersburg in Meersburg beim Hochkreuz, in 10 Meter Entfernung von der westlichen Friedhofsmauer.(Lage).
Ein dreieckiger gerundeter weißer Marmorblock befindet sich auf drei Stufen aus weißem Sandstein, die sich nach oben hin verjüngen und in einem ebenfalls gerundeten, dreiseitigen Grundriss liegen. Das Grabmal wurde von der Gesellschaft der Naturforscher in Berlin gestiftet, von Bildhauer Sporer in Konstanz gestaltet, 1830 errichtet und 1902 renoviert.
Karl Christian Wolfart lieferte hauptsächlich die Idee zum Denkmal und trug hauptsächlich die Kosten. Auf der Seite gegen Sonnenaufgang befindet sich das strahlende Symbol für das Auge Gottes über dem Namen Franz Anton Mesmer. Gegen Nordwest ist in konzentrischen Kreisen das Sonnensystem mit Sonne, Mond, Planeten und Erde und unter der Erdkugel steht: geboren am 23. Mai 1734. Gegen Südwest das Symbol einer brennenden Fackel, das mit dem Bild eines stilisierten Palmzweiges ein Kreuz bildet und darunter: gestorben den 5. März 1815. Auf der oberen Fläche des Steines sind Leben und Bewegung durch eine Bussole (Magnetkompass) und eine Sonnenuhr (deren Polstab fehlt) symbolisiert. Die Darstellung des Planetensystems war bereits im Anhang (Fig. 8) des Buches Mesmerismus von Karl Christian Wolfart aufgeführt. Justinus Kerner schrieb das Gedicht Auf Anton Mesmers Grab, enthalten in seinem Gedichtband Winterblüthen von 1859.

## Würdigungen

### Ehrungen
- Mesmer wurde am 28. November 1775 als Korrespondierendes Mitglied in die Churbayerische Academie der Wissenschaften in München aufgenommen.[42]
- Die preußische Kommission von 1812 zur Untersuchung des Magnetismus kam zu einem positiven Resultat.[43]

### Biografien
Karl Bittel nennt folgende wichtige Biografien über Mesmer: „Kluge (1811), Hall (London 1845), Ennemoser (1852), Bersot (Paris 1853), Kerner (1856), Wurm (1857), Wurzbach (1867), Kiesewetter (1893), Podmore (London 1909), Tischner (1928), Schürer-Waldheim (1930), Zweig (1931)“. Ferner nennt er Margaret Goldsmith (London 1934) sowie Jean Vinchon (Paris 1936).

### Bilder, Büsten, Museumsstücke

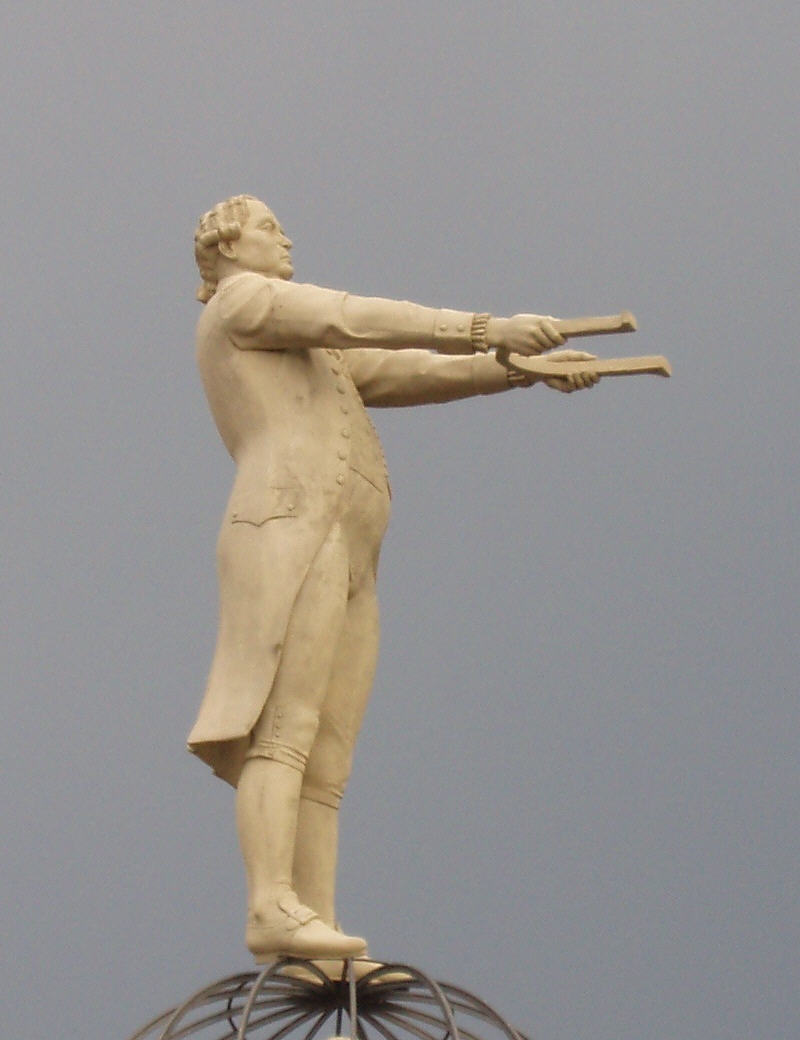
Mesmer. Plastik von Peter Lenk auf der Hafenmole von Meersburg

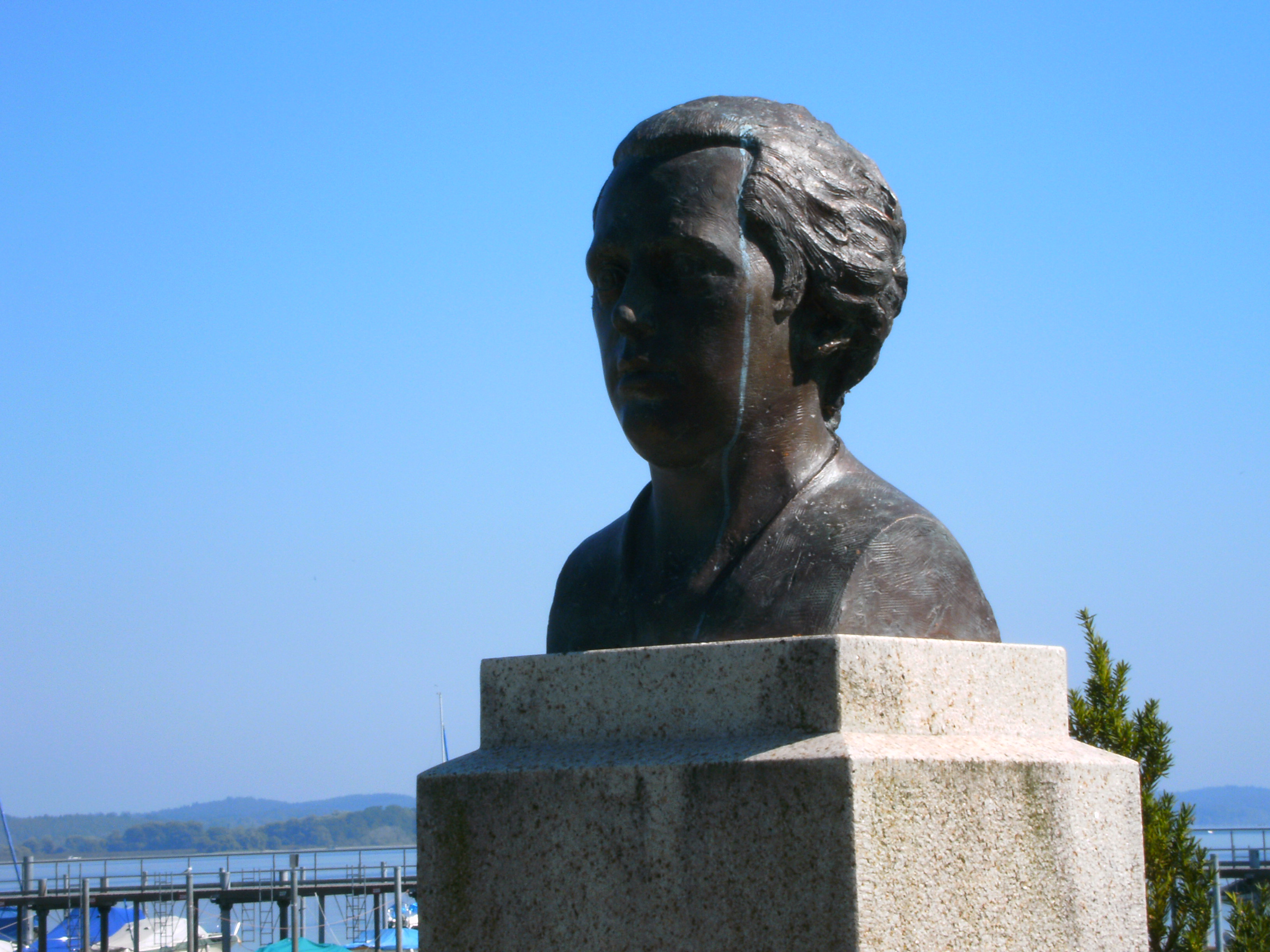
Büste Franz Anton Mesmer hergestellt im Jahr 2013 durch den Bildhauer Friedhelm Zilly in der Uferanlage beim Hafen in Moos (am Bodensee) Ortsteil Iznang. Profil.

- 1770 schuf der Bildhauer Franz Xaver Messerschmidt eine jugendlich wirkende Büste Mesmers.[45]
- Um 1784: Kupferstich mit Porträt Franz Anton Mesmer in der Universitätsbibliothek Johann Christian Senckenberg Frankfurt am Main.
- 1810: Ölbild mit Porträt Franz Anton Mesmer im Kernerhaus.
- Eine der Figuren der Magischen Säule von Peter Lenk in Meersburg stellt Mesmer mit einem riesigen Hufeisenmagneten dar.[46]
- Im Stadtmuseum von Meersburg, Kirchstraße 4, sind Stationen seines Lebensweges dokumentiert.
- Büste Franz Anton Mesmer, gefertigt im Jahr 2013 durch den Bildhauer Friedhelm Zilly in der Uferanlage beim Hafen in Iznang.[47]
- 2019 wurde an dem Gebäude, das 1920 an der Stelle des seinerzeitigen Palais Mesmer errichtet worden ist, eine Gedenktafel für F. A. Mesmer angebracht (Rasumofskygasse 29, 1030 Wien).

### Mesmer in Literatur und Film
Das im übertragenen Sinne von gebannte Aufmerksamkeit erregen, hypnotisieren gebräuchliche englische Verb to mesmerize erinnert noch heute an seinen Namen.
Literatur
- In den Erzählungen E. T. A. Hoffmanns, unter anderem in Der Magnetiseur und Das öde Haus, spielt der animalische Magnetismus eine wichtige Rolle.
- Edgar Allan Poe schrieb in einer seiner Kurzgeschichten über absonderliche Experimente mit dem Magnetismus Der Fall Valdemar (The Facts in the Case of M. Valdemar).
- Jean Paul experimentierte mit magnetistischen Heilmethoden, von deren Wirksamkeit er überzeugt war.
- Alexandre Dumas der Ältere erwähnt Mesmer in seinem Roman Das Halsband der Königin. Er beschreibt darin, wie angeblich Marie-Antoinette, beziehungsweise ihre Doppelgängerin, ein Bad in den magnetischen Wannen seines damaligen Pariser Institutes nimmt.
- Horst Wolfram Geißler lässt Mesmer als Nebenfigur im Roman Der liebe Augustin (1921) auftreten.
- Stefan Zweig schrieb einen biographischen Essay Die Heilung durch den Geist: Mesmer, Mary Baker-Eddy, Freud. (1931).
- Toni Rothmund schildert Mesmers Lebensweg in ihrem Roman Mesmer: Genie oder Scharlatan (1939); Arzt oder Scharlatan. Ein Mesmer-Roman (1951).
- Für die Hauptperson Friedrich Meisner seines Romans Der fünfte Winter des Magnetiseurs entlieh Per Olov Enquist Züge Franz Anton Mesmers.
- Jaan Kross behandelt in seinem Roman Mesmeri ring (Der Mesmerkreis) die Zeit der Sowjetisierung in Estland. Der Titel verweist auf die Versuche einer Familie, mithilfe eines Mesmerkreises Kontakt zu einer inhaftierten und verschollenen Person aufzunehmen.
- Alissa Walser macht in ihrem 2010 erschienenen Roman Am Anfang war die Nacht Musik die Begegnung zwischen Mesmer und Maria Theresa Paradis zum zentralen Gegenstand. Sie schildert die Begebenheit aus der Sicht des Arztes Mesmer, aus der Sicht der Patientin Paradis und aus der Sicht von deren Eltern.[48][49] Die Eltern befürchten im Roman, dass ihre Tochter durch Mesmers Behandlung ihre Virtuosität verlieren könnte.[50]

Film
- Episoden aus Mesmers Leben wurden 1994 von Roger Spottiswoode in dem Spielfilm Mesmer verarbeitet.
- Kiyoshi Kurosawa nennt Mesmer in seinem Horrorfilm Cure. Hier studiert der Hypnotiseur Mesmers Arbeiten.
- Basierend auf dem Roman von Alissa Walser entstand 2017 der Film Licht (auch Mademoiselle Paradis) von Regisseurin Barbara Albert mit Maria Dragus in der Rolle der Maria Theresia Paradis und Devid Striesow als Franz Anton Mesmer.

## Ausstellungen über Mesmer
- 24. April bis 27. September 2015: Heilig-Geist-Spital Meersburg: Magie des Heilens. Die wundersamen Erkundungen des F. A. Mesmer. Wien – Paris – Meersburg.[51]

## Schriften (Auswahl)
- Antonii Mesmer Dissertatio physico-medica de planetarum influxu, Dissertation, Wien 1766
- Sendschreiben über die Magnetkur an einen auswärtigen Arzt, Wien 5. Januar 1775 (Sendschreiben an Johann Christoph Unzer in Altona)
- Zweites Schreiben an das Publikum, Wien 1775
- Drittes Schreiben an die Frankfurter, 1775
- Schreiben über die Magnetkur, ohne Ort 1776
- Mémoire sur la découverte du magnetisme animal, Didot, Genf und Paris 1779 (Digitalisat der Erstausgabe, E-Text der Ausgabe Paris 1826)
- Lettre à Monsieur Mesmer et autres pièces concernant la maladie de la Dlle. Berlancourt de Beauvais, Beauvais 1781
- Précis historique des faits relatifs au magnétisme-animal / Jusques en avril 1781. Par M. Mesmer, Docteur en médecine de la Faculté de Vienne., London 1781 (Digitalisat auf Französisch; ‚Übersetzung aus dem Deutschen‘.)
- Abhandlung über die Entdeckung des thierischen Magnetismus, Carlsruhe 1781 (Digitalisat und Volltext im Deutschen Textarchiv) (Nachdruck: Tübingen 1985, ISBN 3-88769-507-0); Wayback  – Übersetzung der „Mémoire sur la découverte“.
- Lettre de M. Mesmer à M. le comte de C… d.d. Paris, 31. août 1784, 1784
- Lettre d'un médecin de Paris à un médecin de province, ohne Ort 1784
- Lettres de M. Mesmer à M. Vicq.-d'Azyr et à Messieurs les auteurs du Journal de Paris, Brüssel 1784
- Lettres de M. Mesmer à Messieurs les auteurs du Journal de Paris et à M. Franklin, ohne Ort 1784
- Théorie du monde et des êtres organisés suivant les principes de M…., Paris 1784 (Digitalisat)
- Aphorismes, hrsg. v. Louis Caullet de Veaumorel, Paris 1785 (Digitalisat)
- Correspondence de M. M[esmer] sur les nouvelles découvertes du baquet octrogone, de l'homme-baquet et du baquet moral, pouvant servir de suite aux aphorismes, hrsg. v. Alphonse Toussaint Joseph André Marie Marseille de Fortia de Piles, François Jourgniac de Saint-Méard und Pierre Marie Louis de Boisgelin de Kerdu, Libourne, Paris 1785 (Digitalisat) – alle Namen von Autor und Herausgebern erscheinen in dem Buch nur abgekürzt
- Lettre de l'auteur de la découverte du magnétisme animal à l'auteur des Réflexions préliminaires, ohne Ort 1785 (Digitalisat)
- Lehrsäzze des Herrn Mesmer's. So wie er sie in den geheimen Versammlungen der Harmonia mit getheilt hat, und worinnen man seine Grundsäzze, seine Theorie, und die Mittel findet selbst zu magnetisiren. Hrsg. v. Louis Caullet de Veaumorel. Verlag der akademischen Buchhandlung, Straßburg 1785
- Supplément aux Observations de M. Bergasse, ou Règlemens des sociétés de l'harmonie universelle, ohne Ort 1785 (Digitalisat)
- Neue Beiträge zur praktischen Anwendung des Thierischen Magnetismus. In verschiedenen Abhandlungen…; Ein Nachtrag zu den Lehrsätzen des Hrn Mesmers …; Aus Hrn. Caullet de Veaumorel dritter Ausgabe mit möglichster Treue übersetzt, Straßburg 1786
- Introduction au magnétisme animal par M. P. Laurent, suivie des prinxcipaux aphorismes du docteur Mesmer, Lange-Lévy, um 1788 (Digitalisat)
- Lettres de F. A. Mesmer sur l'origine de la petite vérole et le moyen de la faire cesser, Paris 1799
- Mémoire de F. A. Mesmer … sur ses découvertes, Paris 1799 (Digitalisat)
- Ueber meine Entdeckungen: Aus dem Französischen übersetzt (In Paris herausgenommen im 8n Jahre d. Republik), Stahl, Jena 1800
- Allgemeine Erläuterungen über den Magnetismus und den Somnambulismus. Als vorläufige Einleitung in das Natursystem, Buchhandlung des Hallischen Waisenhauses, Halle u. a. 1812
- Ueber den Ursprung und die wahre Natur der Pokken, so wie über die Möglichkeit der gänzlichen Ausrottung durch die einzig richtige naturgemässe Verfahrungsart bei der Geburt, Buchhandlung des Waisenhauses, Halle und Berlin 1812
- Karl Christian Wolfart (Hrsg.): Mesmerismus. Oder System der Wechselwirkungen, Theorie und Anwendung des thierischen Magnetismus als die allgemeine Heilkunde zur Erhaltung des Menschen. Mit dem Bildniß des Verfassers und 6 Kupfertafeln. Nikolai, Berlin 1814 Digitalisat
- (fr) „Memoires de Mesmer“ (Heilweise und Briefe durch Autor Mesmer im Internet)